# Jegindø
Jegindø (prononcé localement Jenø) est une île danoise, situé dans les terres, dans la partie ouest du Limfjord.

## Description
L'île elle-même mesure environ 6 km de long, 3 km de large. et couvre une superficie de 7,91 km². Il n'a pas de forêts, de ruisseaux ou de lacs, ni de point haut (le point culminant est situé à 13 m d'altitude).
Jegindø est reliée à la péninsule de Thyholm via un barrage. La population s'élève à 507 habitants (1er janvier 2005). La ville principale est Jegind. Jusqu'à la réforme municipale de 2007, l'île faisait partie de la municipalité de Thyholm et fait maintenant partie de la municipalité de Struer. L'ile ne renferme aucun hôtel ou magasin, la seule activité étant l'agriculture et la pêche et la conchyliculture.
Début 2007, un trou de 1,8 mètre de haut a été réalisé dans le barrage pour générer une débit d'eau censé réduire les nuisances olfactives à Tambosund.

## Galerie d'images

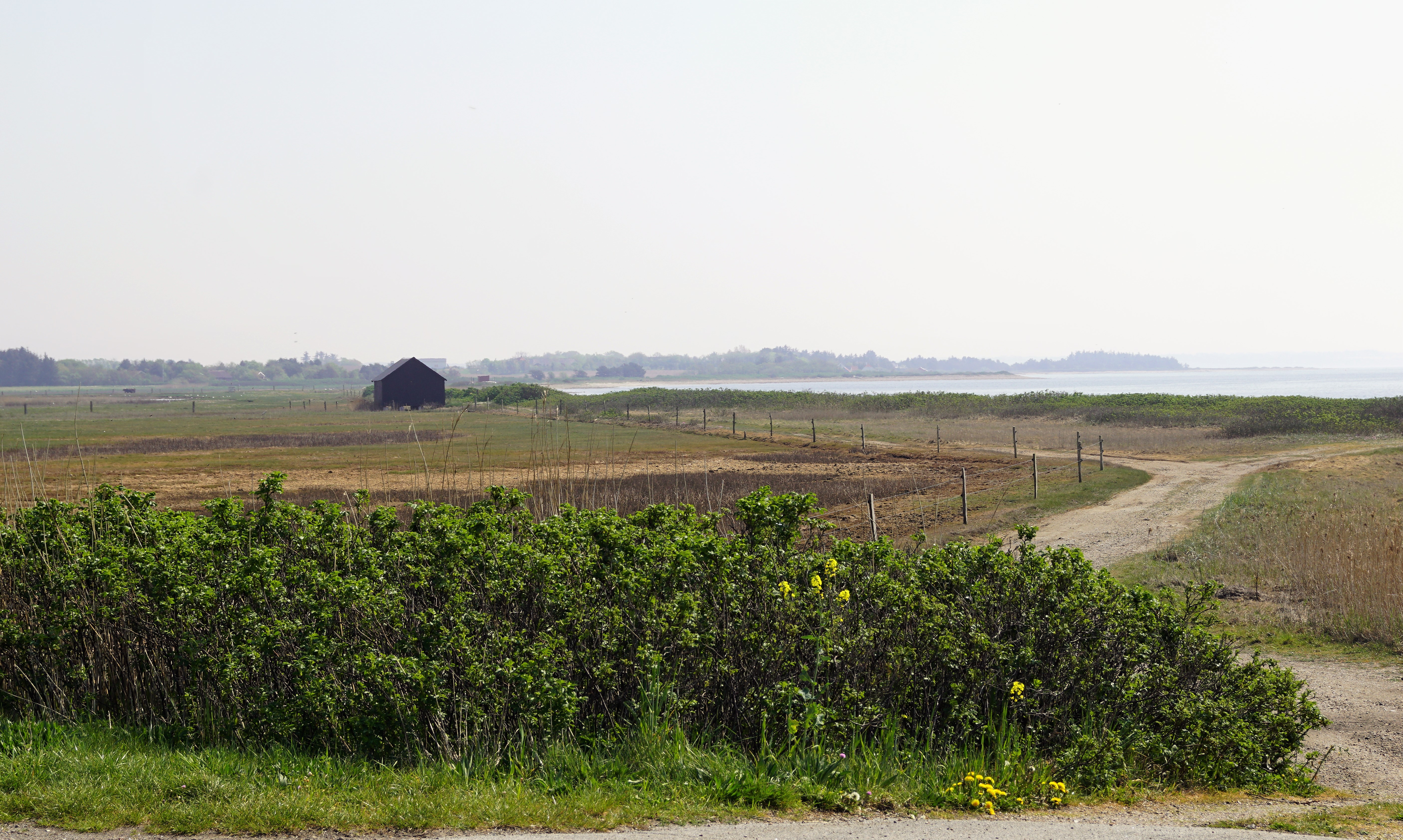
Prairie sur l'île.
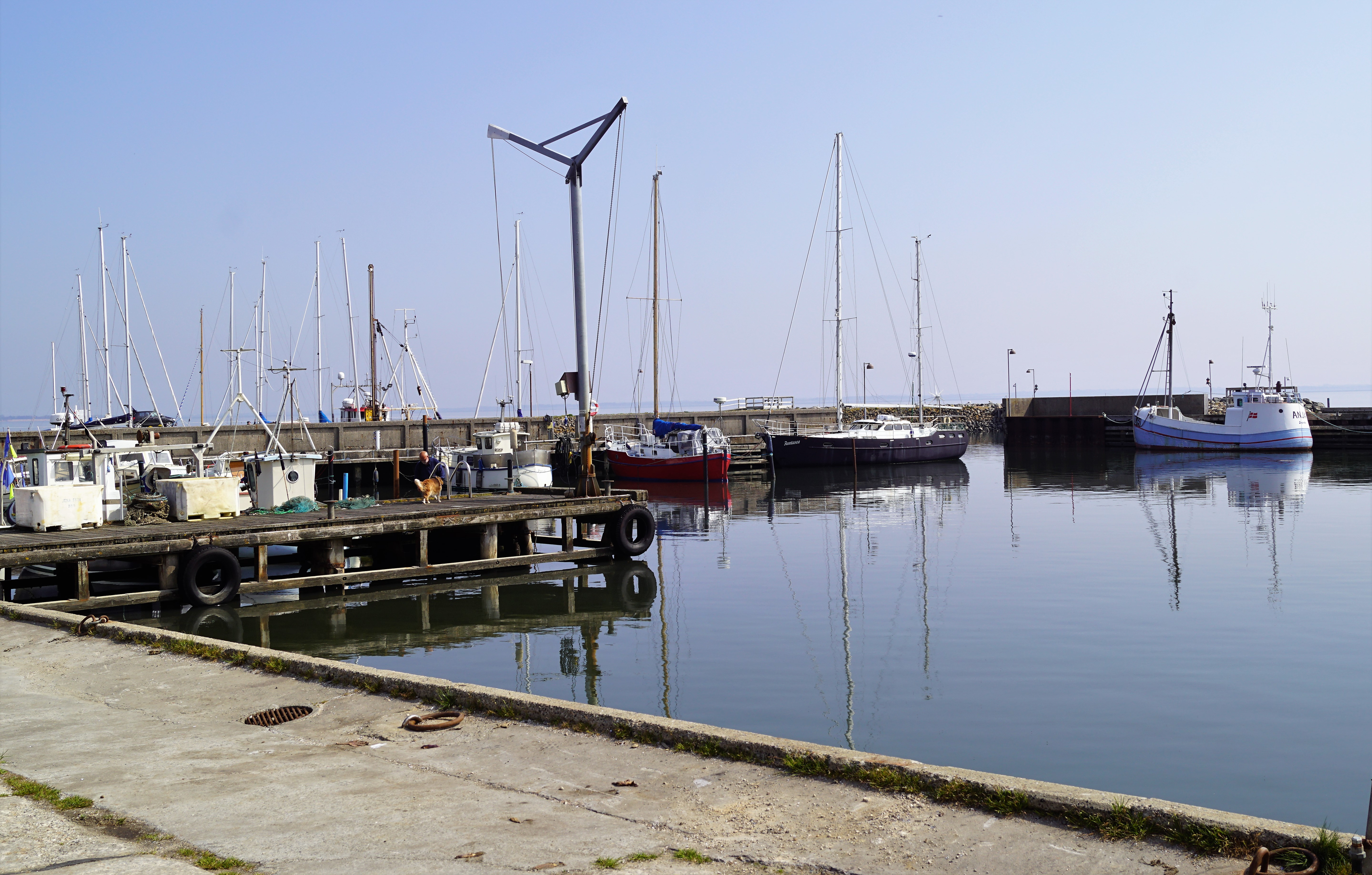
Port de Jegindø.
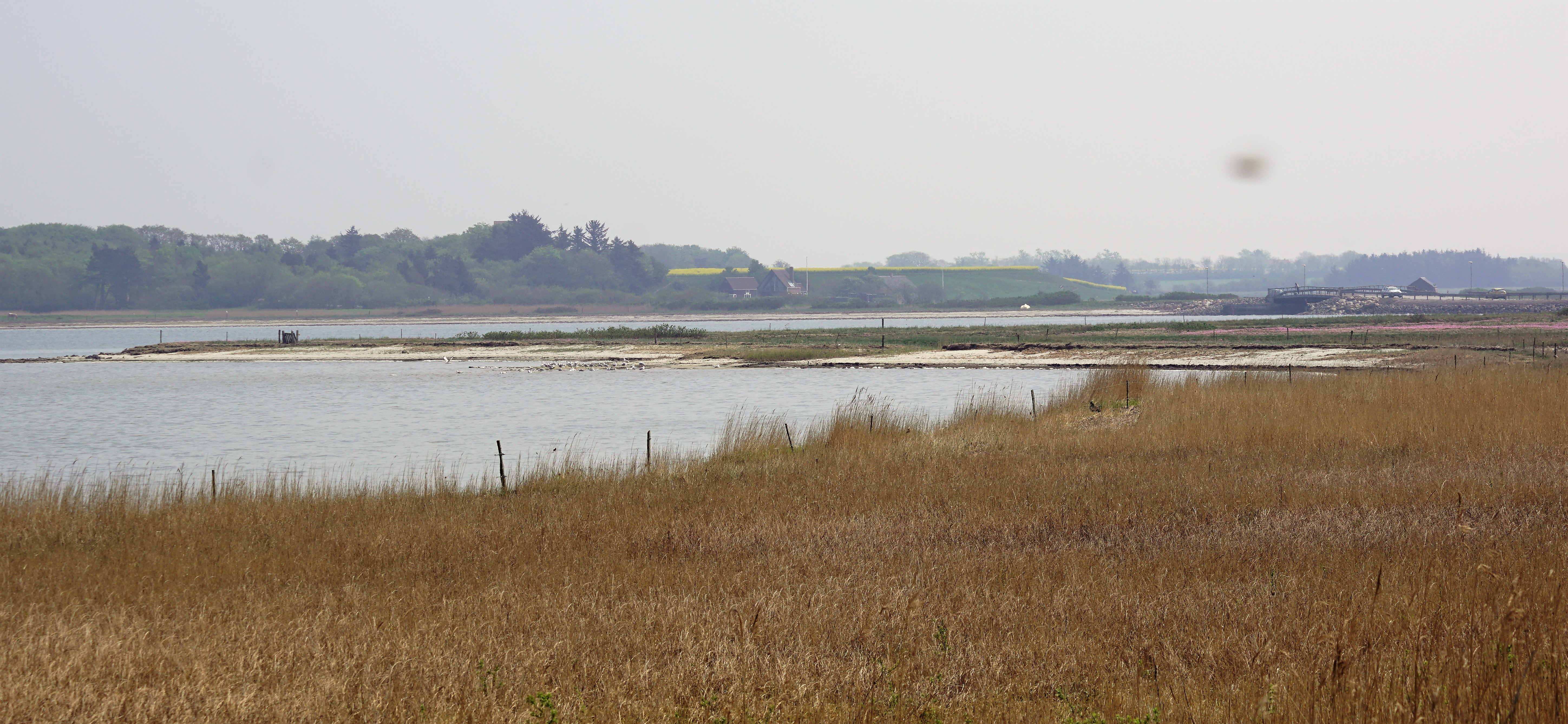
Vue de Jegindø.